# Маловиште
Маловиште (макед. Маловиште, арум. Mulovishti) — село в общине Битола, Северная Македония. Село находится в долине на северных склонах горного массива Пелистер, на высоте около 1100—1200 м над уровнем моря. Расстояние до административного центра общины Битола составляет 23 км. На западе граничит с селом Кажани, единственный населенный пункт на территории Национального парка Пелистер. Через село проходит река Шемница. Население состоит преимущественно из аромунов.

## География и инфраструктура
Село занимает площадь 29,3 км², из которых большинство приходится на леса (16,75 км²), другое — пастбища (6,68 км²) и пахотная земля (1,53 км²).
Центр села называется Музгага и включает в себя школу, таверну и магазин. В селе выделяется 3 района: Верхний квартал, Нижний квартал и Над пропастью.
По состоянию на начало XXI века начальная школа не работает из-за отсутствия педагогов. В Маловиште нет медпункта, поэтому за медицинской помощью нужно ехать в другие деревни или в Битолу. Есть трудности с водоснабжением: воду приходится брать из скважин или из малочисленных источников.

## История
Археологические раскопки на территории села обнаружили фундаменты античных построек, располагавшихся вблизи древнеримской Эгнатиевы дороги. Деревня известна в источниках с XVI века.
В венецианских источниках Маловиште упоминается как аромунское село в XVIII веке. Большое арумунское переселение в Маловиште произошло в течение XIX века с территории Албании, в том числе из арумунского центра Воскопоя. Во время Первой мировой войны село было захвачено немецкими и болгарскими войсками. Во Вторую мировую в окрестных лесах прятались македонские партизаны, но деревню удерживали немцы и болгары.

## Население
Одна из 5 аромунских деревень региона (Нижеполе, Трново, Магарево, Гопеш).
Маловиште было населено с давних времен православным славянским населением, но под давлением османских властей жители бежали в большие города. В XVI веке в деревне было около 50 жителей. В конце XIX века в деревню переселились аромуны.
По состоянию на 1900 год в Маловиште проживало 2300 человек, в 1905 году – 2130 человек, в 1953 году – 443 (130 македонцев, 300 арумунов, 2 серба). По переписи 1961 года в селе проживало 334 человека (98 македонцев, 34 турка, 2 серба), а в 1994 году — 121, из которых 73 македонца, 26 албанцев, 5 турок. По переписи 2002 года в селе было только 98 жителей (10 македонцев, 87 арумунов, 1 албанец; 96 из 98 жителей - православные), а исследование 2019 выявило только 80 человек. Многие жители села эмигрировали в Румынию, Францию, а в Австралии выходцы из села даже основали собственную ассоциацию.

## Архитектура

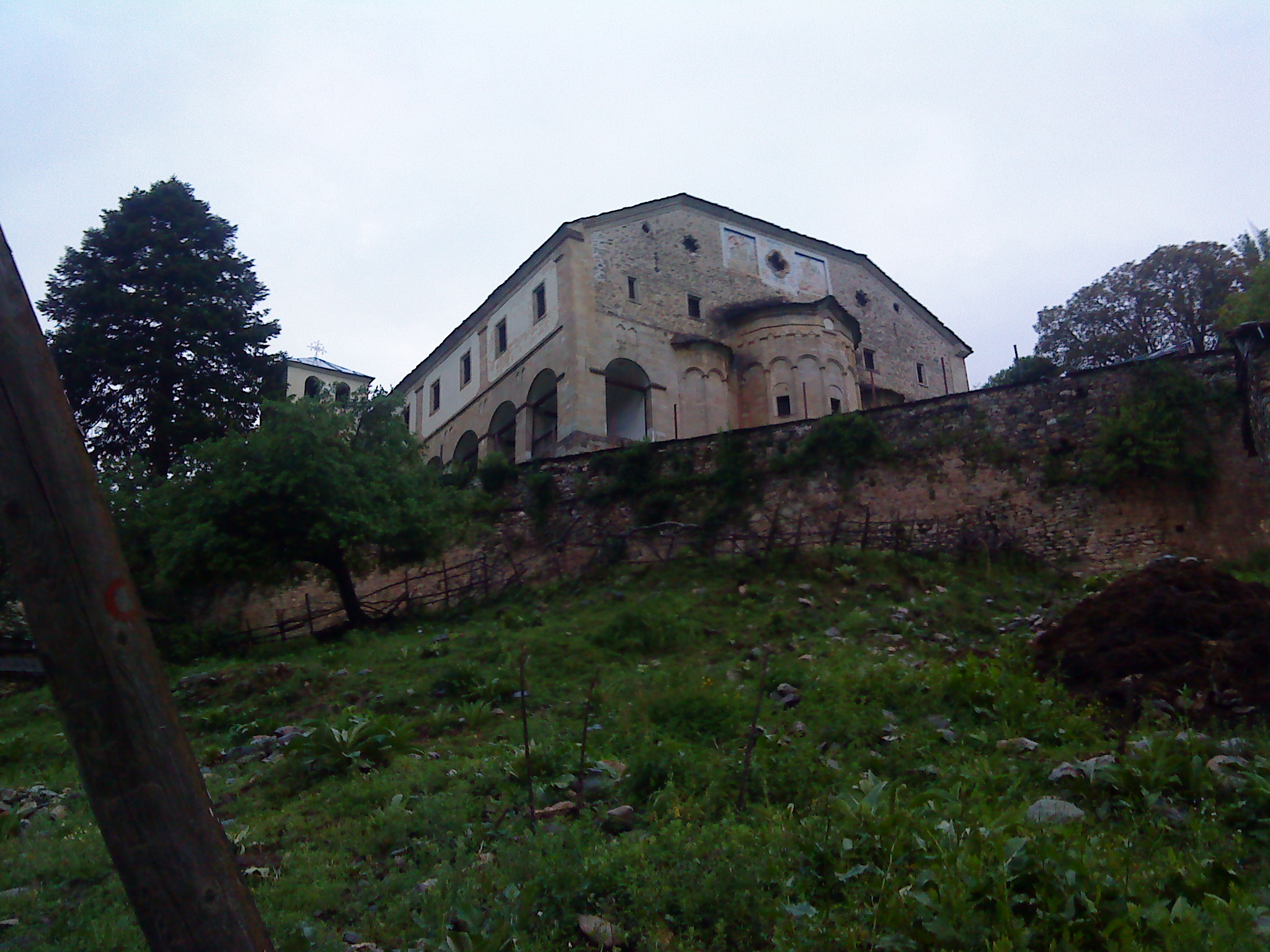
Церковь Св. Петра

В Маловиште находится 5 религиозных сооружений. Самая большая из них — церковь Святого Петра, построенная в 1856 году, имеющая 3 придела. Алтарь и иконостас украшены резьбой по дереву. Церковь была отреставрирована в 1998—2003 годах.
Также на севере села находится небольшая церковь Св. Георгия и часовня Св. Афанасия.
В селе сохранились традиционные дома и узкие улочки, имеющие культурное значение. Часть ценных домов находятся в плохом состоянии.
В 2 км юго-западнее Маловиште расположен монастырь Св. Анны.